# لويس دي كوردوفا إي كوردوفا
لويس دي كوردوفا إي كوردوفا (بالإسبانية: Luis de Córdova y Córdova)‏ هو بحار وعسكري إسباني، ولد في 8 فبراير 1706 في إشبيلية في إسبانيا، وتوفي في 29 يوليو 1796 في قادس في إسبانيا.